# 瀬畑茉有子
瀬畑 茉有子（せはた まゆこ、1984年8月24日 - ）は、日本の女性ファッションモデル。埼玉県出身。イデア所属。

## 略歴
文化服装学院在学中に2004年度ミス・ユニバース・ジャパン準グランプリに選ばれる。
テレビ東京系モデルオーディション番組『未来MODEL』第1回ファイナリスト。
2018年秋に結婚した。

## 主な出演

### CM
- ロート製薬「もち肌くん」
- 小学館「美的」
- 資生堂「TSUBAKI」
- ヤマト運輸
- INAX「サーモフロア」
- 大塚製薬「アミノバリュー」『ウォーキング編』
- エドウィン「サムシング ViENUS LEG」
- フジボウアパレル「BVDレディース」
- 中日本高速道路「さあ、高速で行こう！」
- セシール「ステディフィットブラ」
- 西日本旅客鉄道「新幹線で、九州へ。スーパー早得きっぷ」『女子旅編』

### 広告
- ルミネ
- 東武百貨店
- 髙島屋
- LUX「Beauty Book」
- 京急百貨店

### 雑誌
- Oggi
- ゼクシィ
- anan
- with
- FYTTE

### ラジオ
- Fascino Time（お台場レインボーステーション） - メインパーソナリティ